# Morelos Dos
Morelos Dos är en ort i Mexiko.   Den ligger i kommunen Matamoros och delstaten Coahuila, i den centrala delen av landet, 800 km nordväst om huvudstaden Mexico City. Morelos Dos ligger 1 110 meter över havet och antalet invånare är 180.
Terrängen runt Morelos Dos är platt åt sydväst, men åt nordost är den kuperad. Runt Morelos Dos är det mycket glesbefolkat, med 3 invånare per kvadratkilometer. Närmaste större samhälle är Matamoros, 6,1 km väster om Morelos Dos. Omgivningarna runt Morelos Dos är i huvudsak ett öppet busklandskap.